# امین خطیبی
امین خطیبی راد (زادهٔ ۱۹ مرداد ۱۳۸۸) یک بازیکن فوتبال اهل ایران است که در پست هافبک بازی می‌کند.